# Sapporo
Sapporo (札幌市, Sapporo-shi), en ainu サッ・ポロ・ペッ (Satporopet, «Gran riu sec»), és la cinquena ciutat més gran del Japó i la capital i ciutat més poblada de la regió de Hokkaido, així com de la subprefectura d'Ishikari. Sapporo té, a data del 2020, una població d'1.959.463 habitants i és una ciutat designada pel govern.
La ciutat de Sapporo va ser fundada a mitjans del segle xix per colons japonesos sobre un antic assentament dels ainus. Sapporo va ser seu dels Jocs Olímpics d'Hivern de 1972, així com també d'alguns partits de la Copa del Món de Futbol de 2002 i de la Copa del Món de Rugbi de 2019, ambdues celebrades al Japó.
Sapporo està servit pel Nou Aeroport de Chitose i l'Aeroport d'Okadama, així com la recentment construïda línia de shinkansen que connecta la ciutat per via de ferro amb altres ciutats japoneses de l'illa de Honshu com Tòquio, Nagoya o Osaka.

## Etimologia
El nom de Sapporo es va agafar de la mascota Ainuic sat poro (サッ・ポロ・ペッ ), que es pot traduir com el "riu sec i gran", una referència al riu Toyohira.

## Geografia

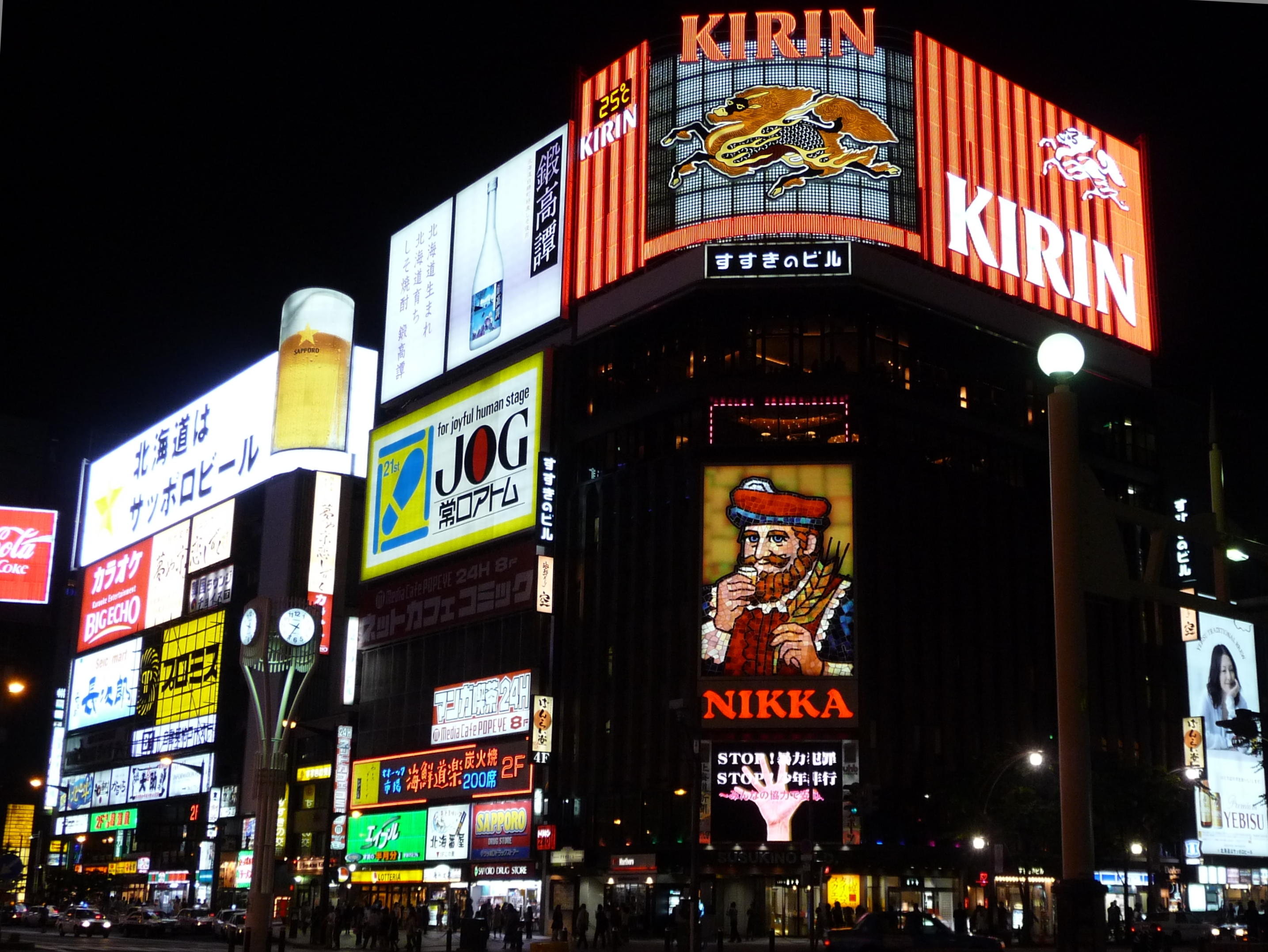
Susukino, barri d'entreteniment.

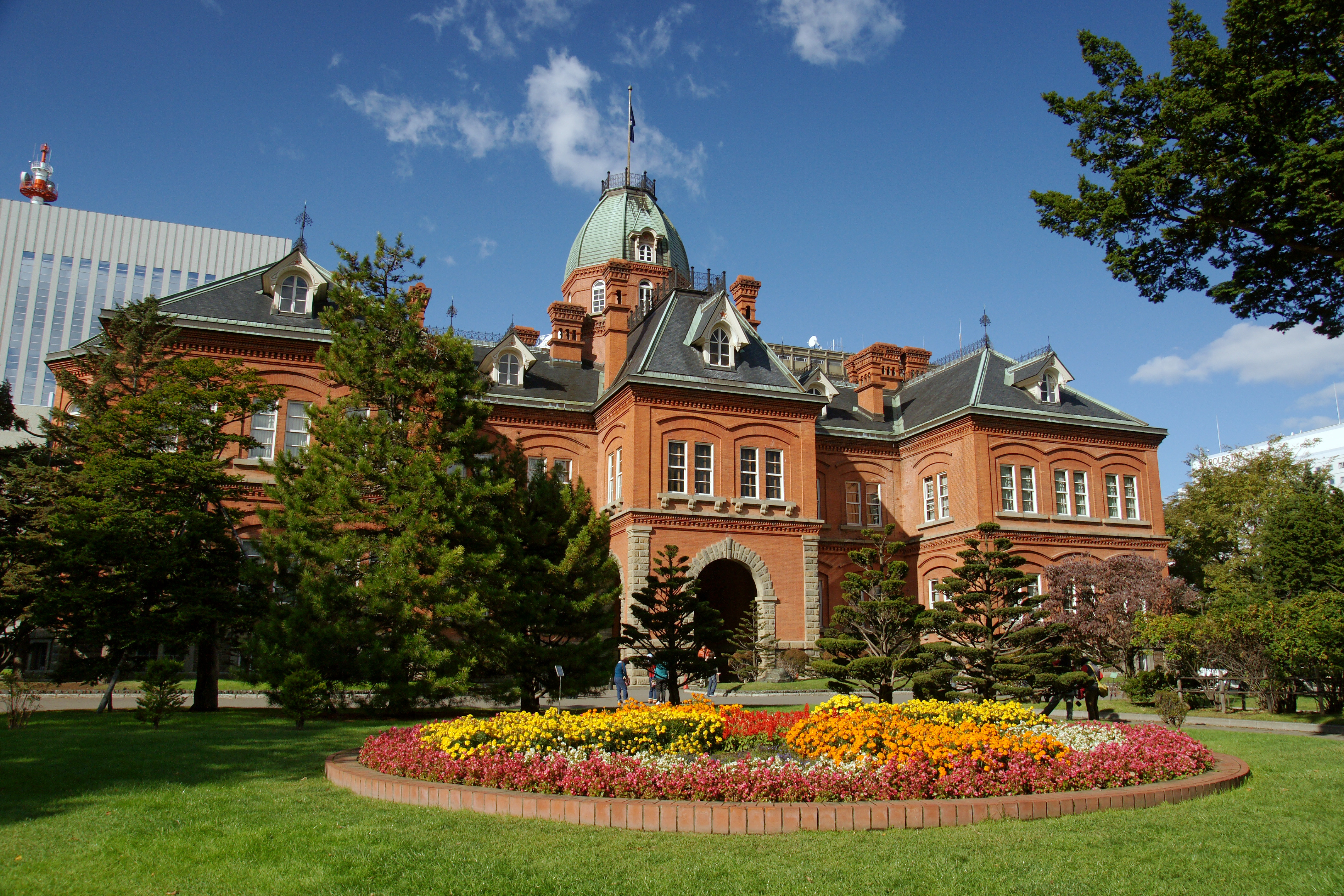
Antiga seu del govern de Hokkaido

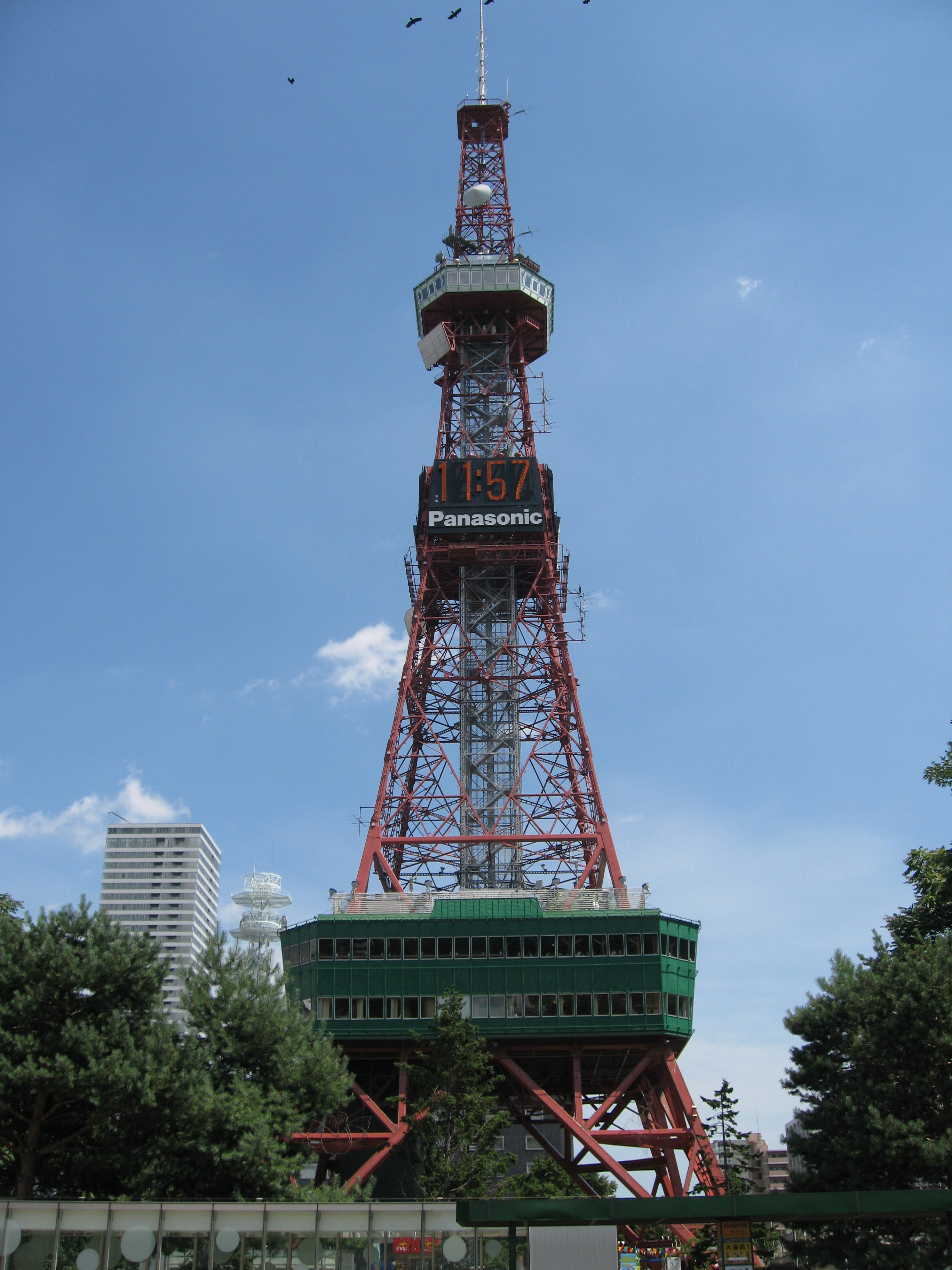
La torre de Sapporo, un símbol de la ciutat.

### Clima
Sapporo té un clima continental humit (Köppen: Dfa), amb un ampli ventall de temperatures entre l'estiu i l'hivern. Els estius són generalment càlids i humits, però no excessivament calorosos, i els hiverns són freds i molt nevats, amb una nevada mitjana de 4.79 m per any. Sapporo és una de les poques metròpolis del món amb nevades tan intenses, que li permeten celebrar esdeveniments i festivals amb estàtues de neu. La forta nevada es deu al desenvolupament de l'Anticicló de Sibèria sobre la massa terrestre eurasiàtica i la Depressió de les Aleutianes que es desenvolupa sobre el nord de l'oceà Pacífic, donant lloc a un flux d'aire fred cap al sud-est a través del corrent de Tsushima i a l'oest de Hokkaido. La precipitació mitjana anual de la ciutat és d'uns 1.100 mm, i la temperatura mitjana anual és 8,5 °C.
La temperatura més alta mai registrada a Sapporo va ser 36,3 °C el 23 d'agost de 2023. La temperatura més freda maig registrada va ser de −28,5 °C l'1 de febrer de 1929.

### Barris
Sapporo té 10 barris o chiku (地区, chiku, literalment secció, o sector). Els noms dels barris són seguits pel sufix ku (区).
| Mapa de Sapporo          | Mapa de Sapporo             | Mapa de Sapporo |
| ------------------------ | --------------------------- | --------------- |
| A map of Sapporo's Wards |                             |                 |
|                          | Nom del Districte           |                 |
| Rōmaji                   | Kanji                       |                 |
| 1                        | Atsubetsu                   | 厚別区          |
| 2                        | Chūō (centre administratiu) | 中央区          |
| 3                        | Higashi                     | 東区            |
| 4                        | Kita                        | 北区            |
| 5                        | Kiyota                      | 清田区          |
| 6                        | Minami                      | 南区            |
| 7                        | Nishi                       | 西区            |
| 8                        | Shiroishi                   | 白石区          |
| 9                        | Teine                       | 手稲区          |
| 10                       | Toyohira                    | 豊平区          |

## Demografia
| 1785  | 1920    | 1930    | 1940    | 1960    | 1970    | 1980      | 2005      | 2010      | 2015      | 1r gener 2020 |
| 1.785 | 105.182 | 174.179 | 206.103 | 523.839 | 794.908 | 1.240.613 | 1.880.863 | 1.913.545 | 1.952.356 | 1.959.313     |

El primer cens de la població de Sapporo es va fer l'any 1873, quan es van registrar 753 famílies amb un total de 1.785 persones a la ciutat. La ciutat té una població estimada d'1.959.750 habitants a 31 de juliol de 2023 i una densitat de població de 1.748 persones per km². La superfície total és 1.121,26 km .

## Història

### Començaments
Abans de la seua fundació, la zona que ara ocupa Sapporo (coneguda com la plana d'Ishikari) va ser la llar d'uns quants establiments d'indigenes Ainus. En 1866, en acabar l'era Edo, començà la construcció d'un canal en la zona, atraent això un gran nombre de persones que s'establí en aquell lloc, fundant així el poble de Sapporo. El nom de l'assentament va ser la «japonització» del nom que els ainus donaven a aquella zona en llengua ainu i que es podria traduir com a 'riu gran i sec', en referència al riu Toyohira.
L'any 1868 es reconeix com la data oficial de la fundació de Sapporo. Per aquella època, el nou govern reformista de l'era Meiji va decidir que el fins llavors centre administratiu d'Hokkaido, que era la ciutat costanera d'Hakodate no era un bon lloc per a la capital d'Hokkaido per la seua vulnerabilitat a l'hora de la defensa i el desenvolupament de l'illa. Com a resultat d'aquesta decisió, es va determinar que la nova capital hauria d'estar localitzada a la plana d'Ishikari. Aquesta plana en si mateixa proporcionava una inusual gran extensió de territori pla i drenat, fet poc comú en la geografia fisica d'Hokkaido que sol ser muntanyenca.
Entre l'any 1870 i 1871, Kuroda Kiyotaka, llavors vicepresident de la comissió de desenvolupament d'Hokkaido, demanà l'assistència del govern dels EUA en matèria de desenvolupament de la regió. Com a resultat d'això, Horace Capron, secretari d'agricultura del govern dels EUA en temps del President Ulysses S. Grant es convertí en un treballador estranger al servici del govern Meiji i fou nomenat asessor especial de la comissió. La construcció de la ciutat començà al voltant del parc Ōdōri, el qual segueix sent un cinturó verd recreatiu que secciona el centre de la ciutat en dues meitats. El disseny de la ciutat va seguir un sistema de quadricula fent d'una forma ordenada els carrers.
La continua expansió de Sapporo va continuar, en gran part per la immigració provinent de l'illa d'Honshu i la prosperitat d'Hokkaido i en especial de la seua capital, Sapporo va créixer de tal manera que en 1882 el govern va abolir la Comissió de Desenvolupament al considerar-la innecessària.

## Economia

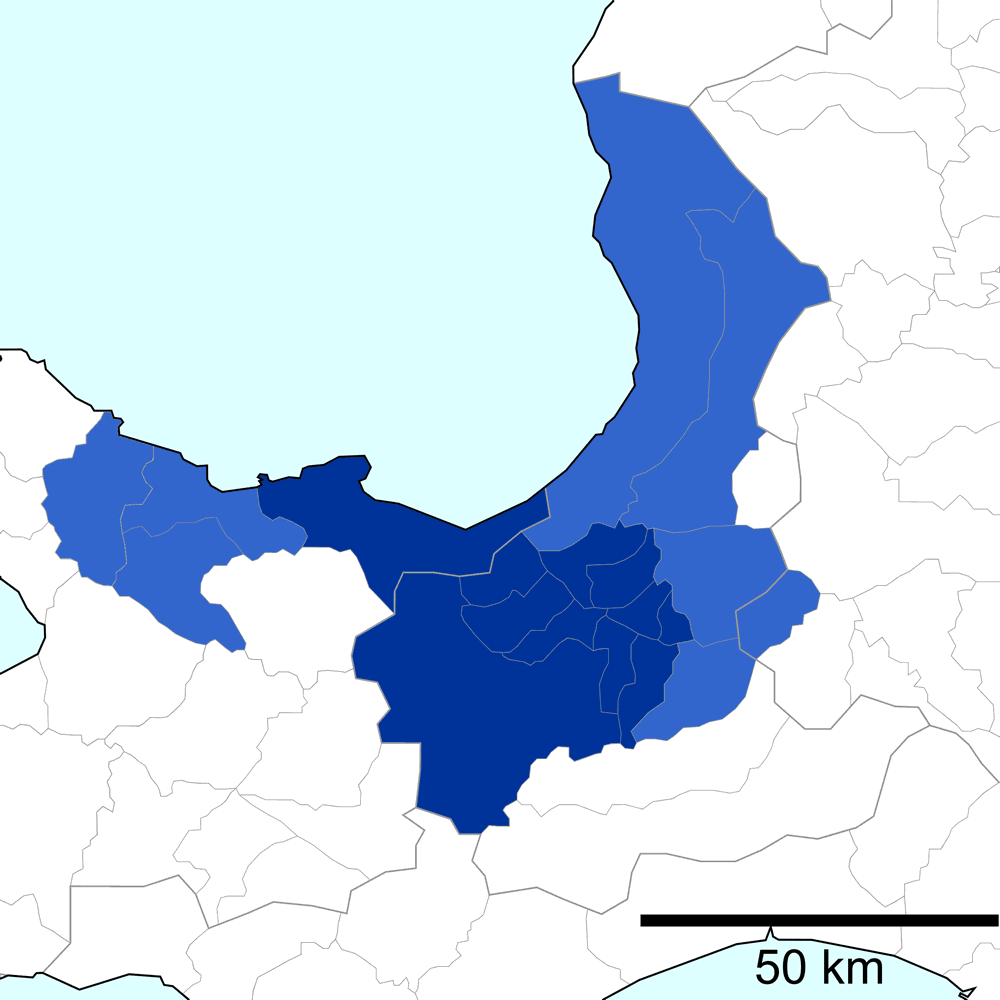
Sapporo MEA

El sector terciari domina la indústria de Sapporo. Les principals indústries són tecnologia de la informació, comerç al detall i turisme, ja que Sapporo és una destinació per a esports i esdeveniments d'hivern i activitats d'estiu a causa del seu clima relativament fresc.
La ciutat també és el centre de fabricació d'Hokkaido, fabricant uns quants productes com ara aliments i productes relacionats, productes metàl·lics fabricats, acer, maquinària, begudes i pasta i paper. The Sapporo Breweries, fundada el 1876, és una important empresa i empresari de la ciutat. Tt q
Hokkaido International Airlines (Air Do) té la seu a Chūō-ku. L'abril de 2004, Air Nippon Network tenia la seu a Higashi-ku. Altres empreses amb seu a Sapporo són Crypton Future Media, DB-Soft, Hokkaido Air System i Royce'.
El Gran Sapporo, l'Àrea Metropolitana d'Ocupació de Sapporo (2,3 milions de persones), va tenir un PIB total de 84.700 milions de dòlars EUA el 2010.
El 2014, el PIB per càpita (PPA) de Sapporo va ser de 32.446 dòlars EUA.

## Govern i política

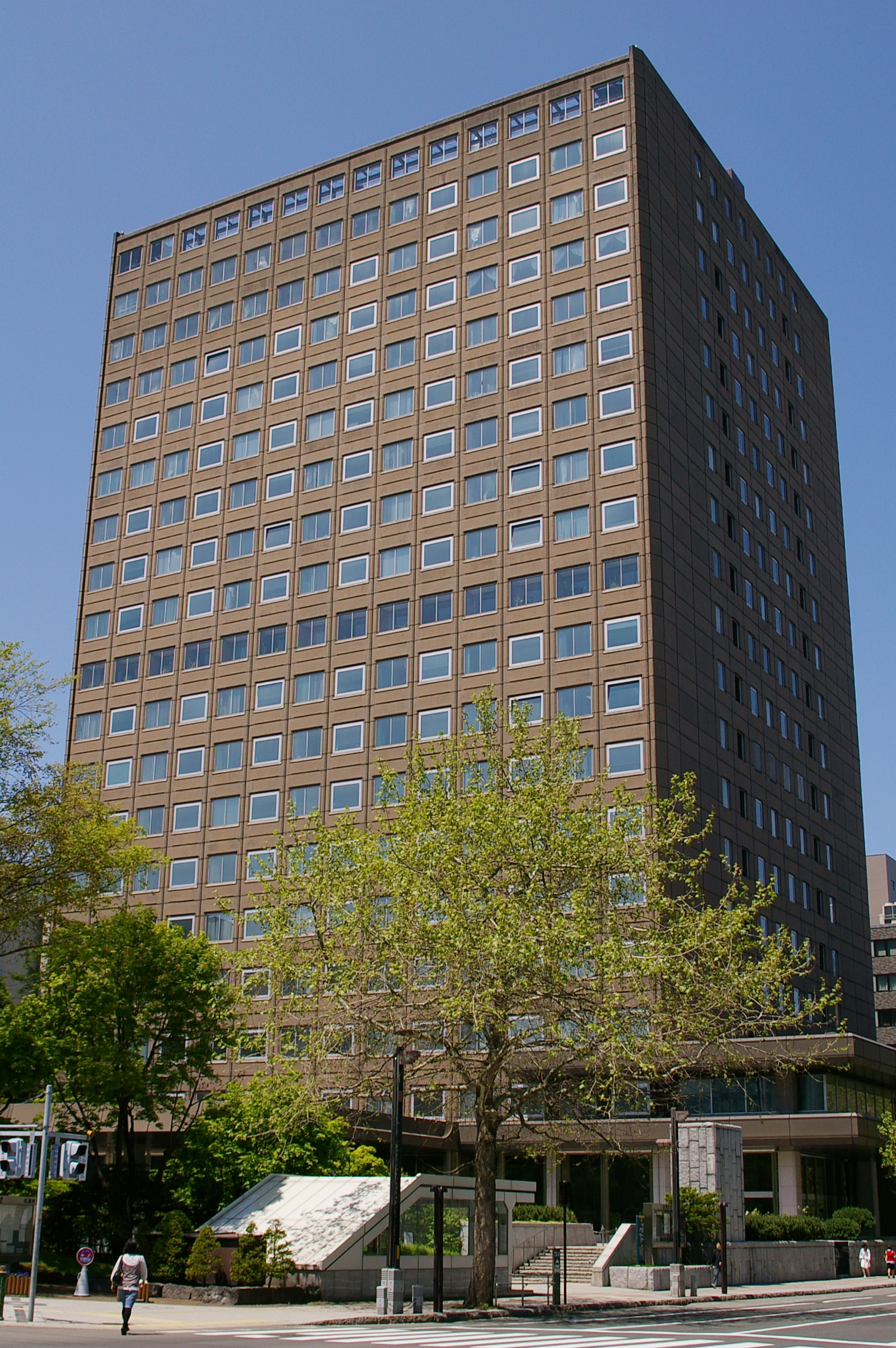
Ajuntament de Sapporo

Sapporo, com a capital de Hokkaido és també el centre polític i de govern de la prefectura. A Sapporo es troben les seus del govern prefectural, l'assemblea d'Hokkaidō i altres organismes de caràcter prefectural i nacional.

### Assemblea municipal
| Partit | Partit                      | Partit | Regidors |
| ------ | --------------------------- | ------ | -------- |
|        | Partit Liberal Democràtic   | PLD    | 27 / 68  |
|        | Unió Democràtica Ciutadana  | UDC    | 20 / 68  |
|        | Kōmeitō                     | KMT    | 10 / 68  |
|        | Partit Comunista Japonés    | PCJ    | 10 / 68  |
|        | Xarxa Ciutadana de Hokkaidō | Net    | 1 / 68   |
|        | Independents                | Ind    | 0 / 68   |
|        | Escons vacants              |        | 0 / 68   |

### Batlles
| Nom | Nom                | Inici | Fi   |
| --- | ------------------ | ----- | ---- |
|     | Kasaburô Tsushima  | 1899  | 1902 |
|     | Kanrokurô Katô     | 1902  | 1906 |
|     | Sadakane Aoki      | 1906  | 1912 |
|     | Unohachi Abe       | 1913  | 1919 |
|     | Tomokuma Satô      | 1919  | 1921 |
|     | Tadayoshi Takaoka  | 1923  | 1927 |
|     | Masaharu Hashimoto | 1927  | 1937 |
|     | Kan'ichi Misawa    | 1937  | 1945 |
|     | Rokurô Uehara      | 1945  | 1946 |
|     | Tomiyo Takada      | 1947  | 1959 |
|     | Yosaku Harada      | 1959  | 1971 |
|     | Takeshi Itagaki    | 1971  | 1991 |
|     | Nobuo Katsura      | 1991  | 2003 |
|     | Fumio Ueda         | 2003  | 2015 |
|     | Katsuhiro Akimoto  | 2015  | Ara  |

## Cultura i entreteniment

### Música
- 1934: Akira Ifukube, Fumio Hayasaka, Atsushi Miura i Isamu Ifukube van celebrar el Festival Internacional de Música Contemporània (30 de setembre)
- 1936 - El compositor rus Alexander Txerepnin va visitar Sapporo
- 1960 - Es funda l'Orquestra Simfònica de Sapporo
- 1962 - John Cage i David Tudor van visitar Sapporo
- 1966 - Orquestra Filharmònica de Berlín amb Herbert von Karajan va interpretar la Simfonia núm. 2 de Brahms a Sapporo Shimin Kaikan (abril)
- 1974 - Maria Callas darrera actuació pública al Hokkaido Koseinenkin Kaikan (11 de novembre)
- 1986 - El Sapporo Art Park inclou l'escenari a l'aire lliure i la sala d'art (27 de juliol)
- 1990 - Va començar el Pacific Music Festival (PMF).
- 1997 - S'obre la sala de concerts de Sapporo Kitara
- 2018: s'obre la Sapporo Community Plaza

### Art
- El Museu d'Art Modern d'Hokkaido representa artistes d'Hokkaido com Eien Iwahashi, Kinjiro Kida, Nissho Kanda, Tamako Kataoka, i especialment objectes de vidre de l'Escola de París
- El Museu d'Escultura Memorial Hongō Shin acull una col·lecció de més de 1.800 obres de l'artista Hongō Shin.[17]
- El parc d'art de Sapporo inclou un museu d'art amb instal·lacions a l'aire lliure i un jardí d'escultures, i l'antiga casa d'Arishima Takeo.
- El parc Moerenuma inclou la piràmide de vidre, dissenyada per Isamu Noguchi
- Museu d'Art Migishi Kotaro
- Museu d'Escultura Memorial Hongo Shin
- Museu d'Art Miyanomori
- Galeria de la passarel·la subterrània de 500 m de Sapporo Odori
- Membre de la Xarxa de Ciutats Creatives de la UNESCO com a Ciutat Creativa d'Arts Mitjans des de 2013
- Festival Internacional d'Art de Sapporo (2014/2017/2024)

### Literatura
- Museu de Literatura d'Hokkaido
- Residència Takeo Arishima al parc d'art de Sapporo
- Museu de Literatura Junichi Watanabe

### Cinema
- L'idiota (pel·lícula de 1951) d'Akira Kurosawa
- Museu de la Cultura Visual del Nord
- Teatre Kino
- Festival i mercat internacional de curtmetratges de Sapporo

### Punts d'interès

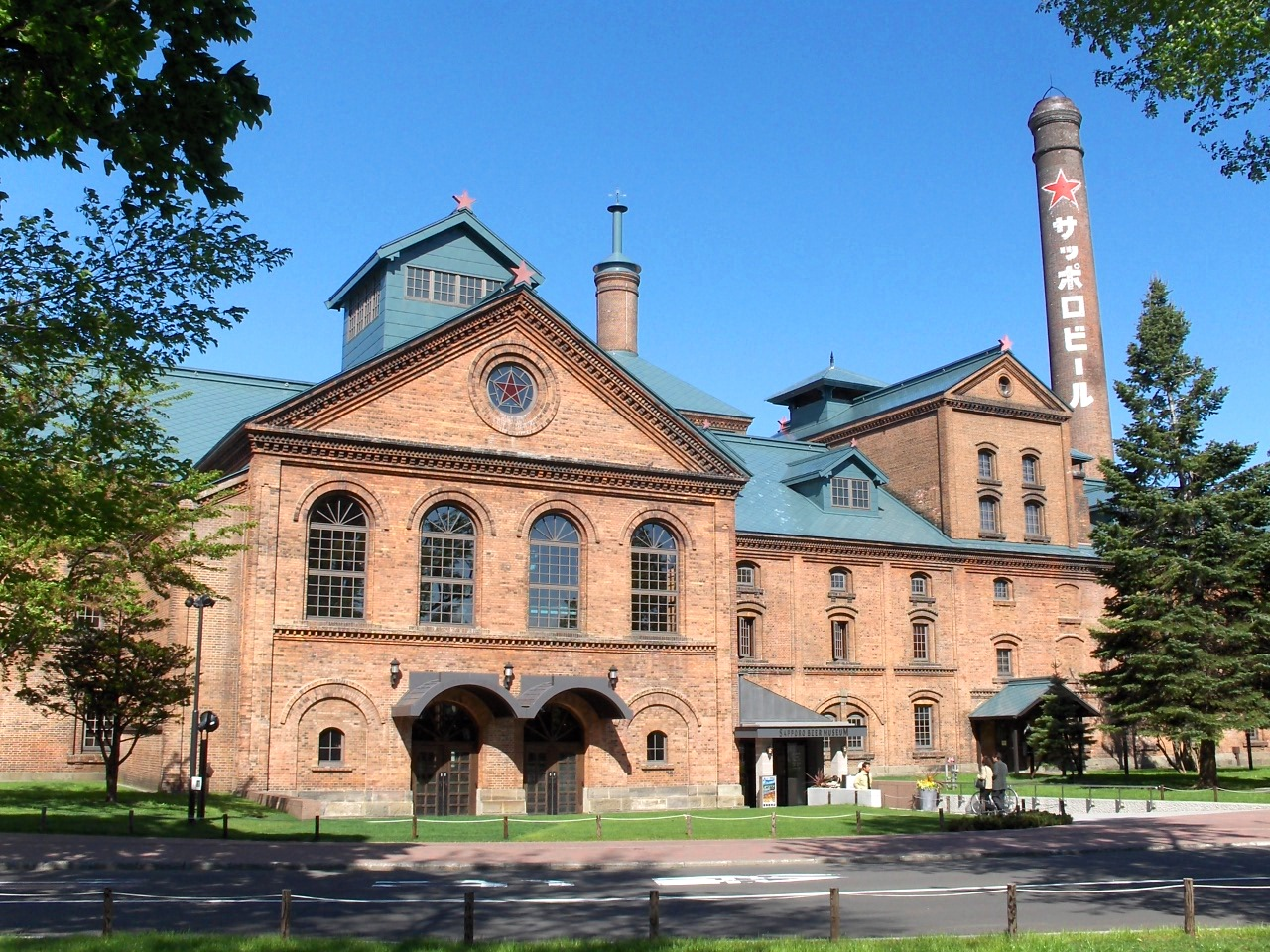
Museu de la Cervesa de Sapporo

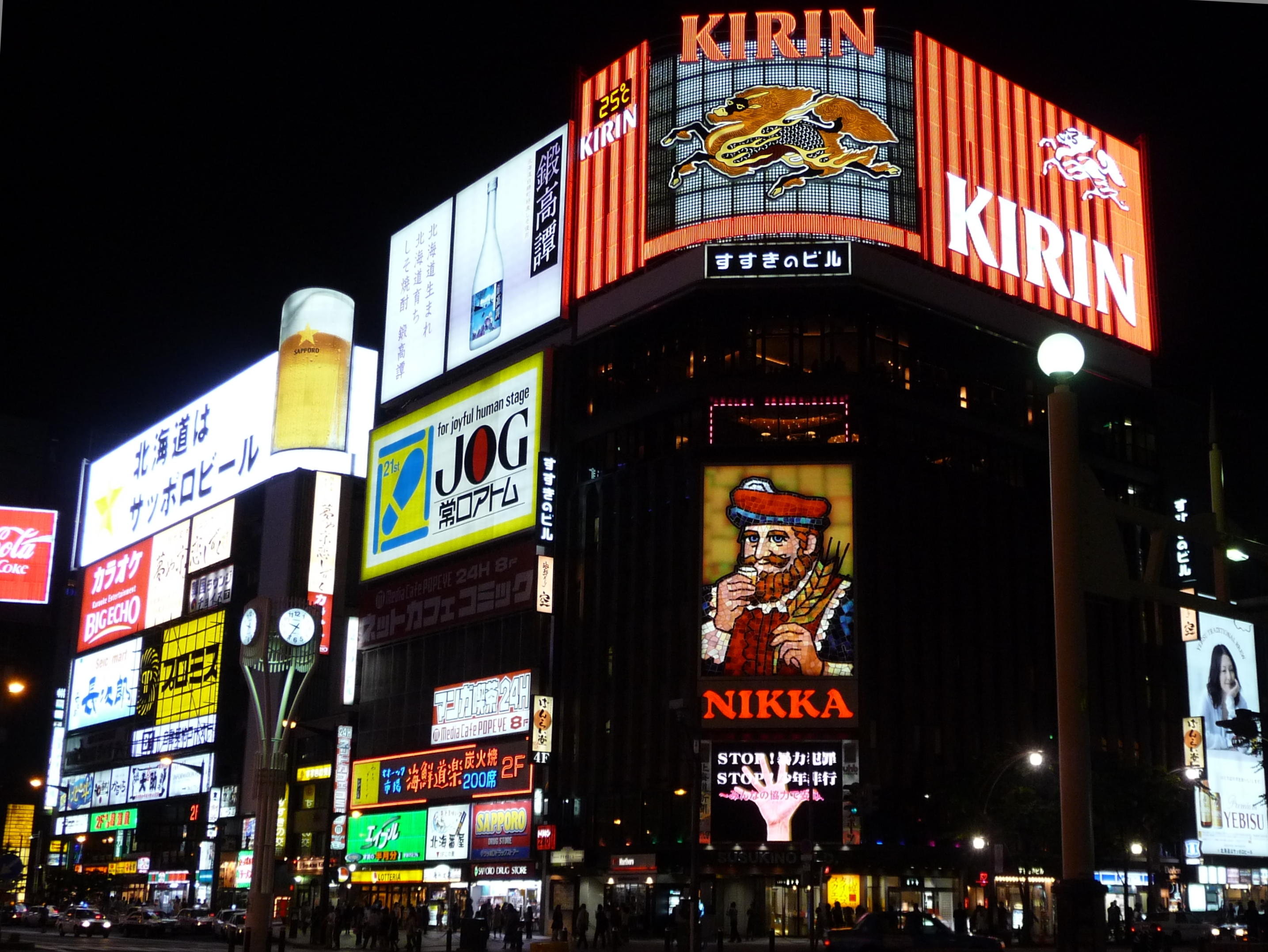
Susukino, el barri d'oci de Sapporo

- L'antic edifici d'oficines governamentals de Hokkaidō
- La torre del rellotge de Sapporo
- El Santuari de Hokkaidō
- Santuari de Nishino
- Museu Hokkaido
- Poble històric de Hokkaido
- Centre de la propietat cultural enterrada de Sapporo
- Museu de l'Arxiu de la ciutat de Sapporo (antic Tribunal d'Apel·lació de Sapporo)
- El Saló Memorial Edwin Dun
- La Universitat de Hokkaido i el Museu de la Universitat de Hokkaido
- Museu de la cervesa de Sapporo i fàbrica de Sapporo
- La torre de televisió de Sapporo
- Centre de convencions de Sapporo
- El Museu del Salmó de Sapporo al Parc Makomanai
- L'Aquari Sunpiazza

Sapporo JR Tower al costat de l'estació de Sapporo.
Sapporo Ramen Yokocho i Norubesa (un edifici amb una noria) es troben al districte de Susukino. El districte també té el Tanuki Kōji Shopping Arcade, el centre comercial més antic de la ciutat.
La Pagoda de la Pau, un dels molts monuments d'aquest tipus al món construït per l'ordre budista Nipponzan Myohoji per promoure i inspirar la pau mundial, té una Stupa que es va construir el 1959, a mig camí de la muntanya Moiwa, per commemorar la pau després de la Segona Guerra Mundial. Conté algunes de les cendres del Buda que el primer ministre Nehru va presentar a l'emperador del Japó el 1954. Una altra part va ser presentada a Mikhail Gorbachev pel monjo Nipponzan-Myohoji, Junsei Terasawa.

### Parcs/jardins
- Parc Odori
- Parc Nakajima

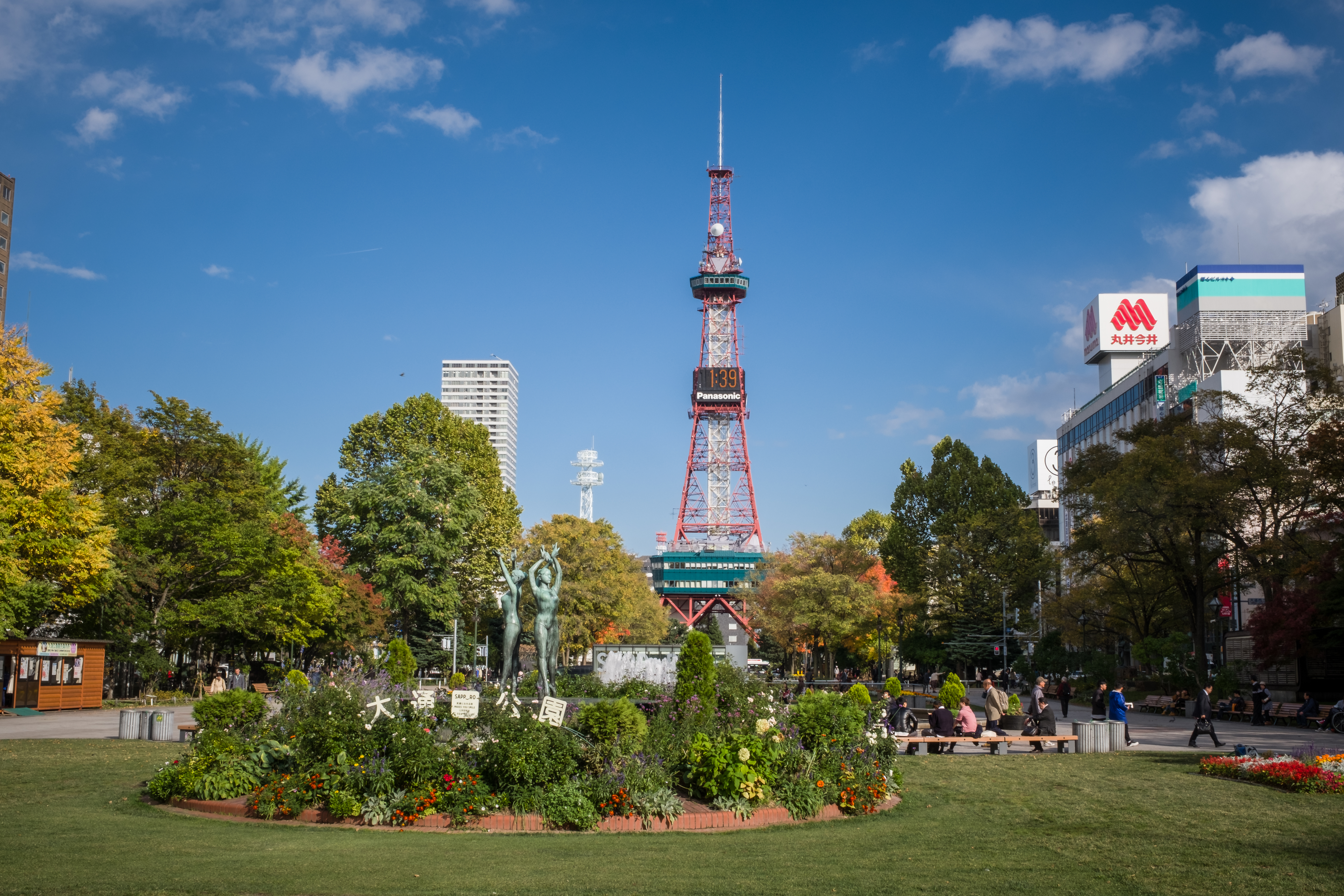
Parc Odori (2018)

- El parc de Maruyama es troba al costat del santuari d'Hokkaido i acull el zoològic de Maruyama
- Parc Moerenuma
- El parc de Nishioka és un lloc de natura rica que se centra al voltant d'un estany i està format per aiguamolls i el bosc del riu Tsukisamu i la seva conca superior. Aquest parc també serveix com un dels principals hàbitats a Hokkaido per a molts tipus d'ocells salvatges.
- El parc commemoratiu d'Asahiyama ofereix unes vistes magnífiques de la ciutat
- Jardins botànics de la Universitat de Hokkaido i el jardí de roses de Chizaki
- Hitsujigaoka Observation Hill té una granja amb ovelles i atrau visitants amb una estàtua de William S. Clark

## Transports

### Ferrocarrils
- Metro de Sapporo
- Tramvia de Sapporo
- Companyia de Ferrocarrils d'Hokkaidō (JR Hokkaidō)
  - Línia principal d'Hakodate
  - Línia de Chitose
  - Línia Sasshō

### Aeri
- Telefèric del Mont Moiwa
- Telefèric de Teineyama

L'Àrea de Sapporo està servida per dos aeroports: l'aeroport d'Okadama el qual oferix vols regionals dins d'Hokkaido i el nou aeroport de Chitose, un aeroport internacional localitzat a la ciutat de Chitose, a 48 quilòmetres aproximadament i connectat amb Sapporo per trens ràpids en quaranta minuts.

## Ciutats agermanades
- Portland, Estats Units d'Amèrica (1959)
- Múnic, Alemanya (1972)
- Shenyang, República Popular Xinesa (1980)
- Novosibirsk, Rússia (1990)
- Daejon, Corea del Sud (2010)